# Eta Corvi
Eta Corvi (η Crv) – gwiazda w gwiazdozbiorze Kruka, odległa o 59,6 lat świetlnych.

## Charakterystyka fizyczna
Jej jasność to 4,30m, a typ widmowy to F2 V, czyli jest gwiazdą ciągu głównego (karłem), choć wcześniej uważano ją za podolbrzyma. Temperatura jej powierzchni szacowana jest na 6815 K, masa wynosi 1,4 masy Słońca, a promień 1,6 promienia Słońca. Szybko obraca się wokół własnej osi – jeden obrót zajmuje jej niecałe 1,33 dnia. Kiedyś uważano, że jest to gwiazda spektroskopowo podwójna, lecz małe zmiany w jej widmie są spowodowane raczej przez pulsacje charakterystyczne dla gwiazd zmiennych typu Delta Scuti.
Gwiazda otoczona jest przez pierścień pyłowy podobny do Pasa Kuipera, niewykluczone, że posiada też układ planetarny. Kosmiczny Teleskop Spitzera wykrył związki chemiczne (w tym lód wodny i związki organiczne), których obecność świadczy o tym, że ogromna kometa (lub kilka komet) została rozerwana przy uderzeniu w ciało typu skalistego. Prawdopodobnie w systemie tym zachodzi zjawisko analogiczne do Wielkiego Bombardowania w Układzie Słonecznym.